# La Chapelle-sur-Chézy
La Chapelle-sur-Chézy es una comuna francesa, situada en el departamento de Aisne, de la región de Alta Francia.

## Demografía
| 171 | 166 | 164 | 131 | 182 | 218 | 259 | 282 |
| Para los censos de 1962 a 1999 la población legal corresponde a la población sin duplicidades (Fuente: INSEE [Consultar]) |     |     |     |     |     |     |     |